# Reno Football Club
Maillots
Le Reno Football Club est un club jamaïcain de football basé à Savanna-la-Mar.

## Palmarès
- Championnat de Jamaïque (3)
  - Champion : 1990, 1991, 1995

- Coupe de Jamaïque (3) 
  - Vainqueur : 1995, 1996, 2014

## Anciens joueurs
- Aaron Lawrence